# Bjorg Lambrecht

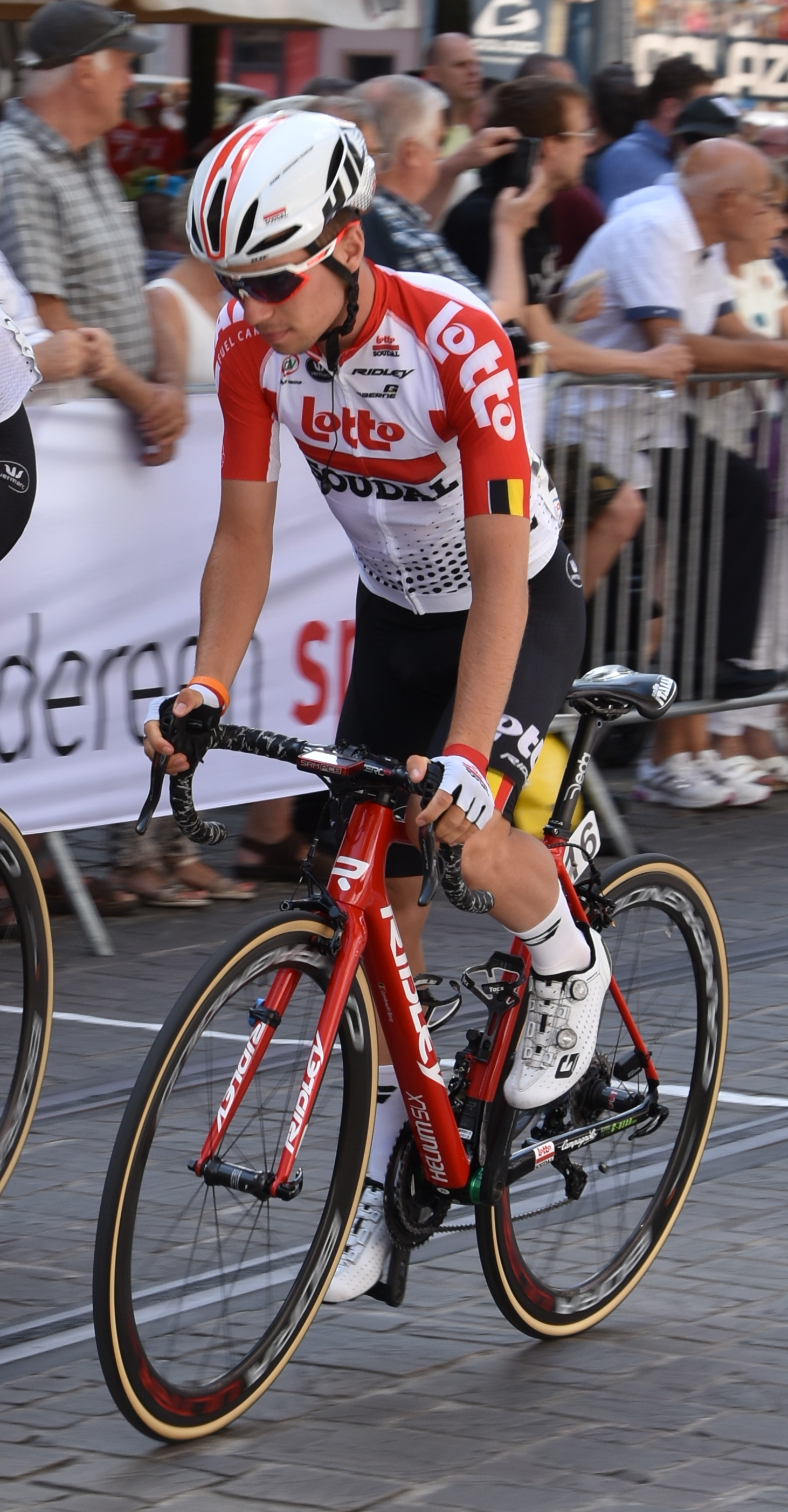
Bjorg Lambrecht tijdens het Belgisch kampioenschap in Gent op 30 juni 2019.

Bjorg Lambrecht (Gent, 2 april 1997 – Rybnik, 5 augustus 2019) was een Belgische wielrenner. Hij gold als een van de grootste klimtalenten van zijn generatie. Hij overleed op 22-jarige leeftijd na een valpartij in de Ronde van Polen.

## Carrière
In 2015 werd Lambrecht nationaal juniorenkampioen voor Glen Van Nuffelen en Stijn Goolaerts.
In 2016 zorgde hij voor een verrassing door de openingsrit van de Ronde van de Isard te winnen. In de slotrit werd hij nog door de wedstrijdleiding de verkeerde kant op gestuurd. De wedstrijdjury erkende de fout en dus werd Lambrecht na Yannick Eijssen (2010) en Louis Vervaeke (2014) de derde Belg die deze koers kon winnen. Een kleine twee weken na zijn eindwinst in Frankrijk nam Lambrecht met een Belgische selectie deel aan de Vredeskoers voor beloften. Hier won hij de laatste etappe, met een hellende aankomst op kasseien in Jeseník, met een voorsprong van een aantal seconden.
Begin 2017 won hij Luik-Bastenaken-Luik voor beloften door zijn drie medevluchters in de spurt te verslaan. Later dat jaar werd hij onder meer vijfde in de Ardense Pijl, tweede in het eindklassement van de Ronde van de Isard, achtste in dat van de Ronde van de Jura, won hij een etappe en het eindklassement in de Grote Prijs Priessnitz spa en werd hij tweede in de eindklassementen van de Ronde van Savoie, de Ronde van de Aostavallei en de Ronde van de Toekomst.
In 2018 werd Lambrecht prof bij Lotto-Soudal, waar hij ook doorstroomde uit de beloftencategorie. In de Ronde van Zwitserland 2018 toonde hij zijn klimcapaciteiten door als twintigste in het eindklassement te eindigen. Hetzelfde jaar werd hij tweede op het wereldkampioenschap wielrennen bij de beloften in het Oostenrijkse Innsbruck. Daarnaast won hij in de Tour des Fjords de derde etappe en boekte daarmee zijn eerste profzege.

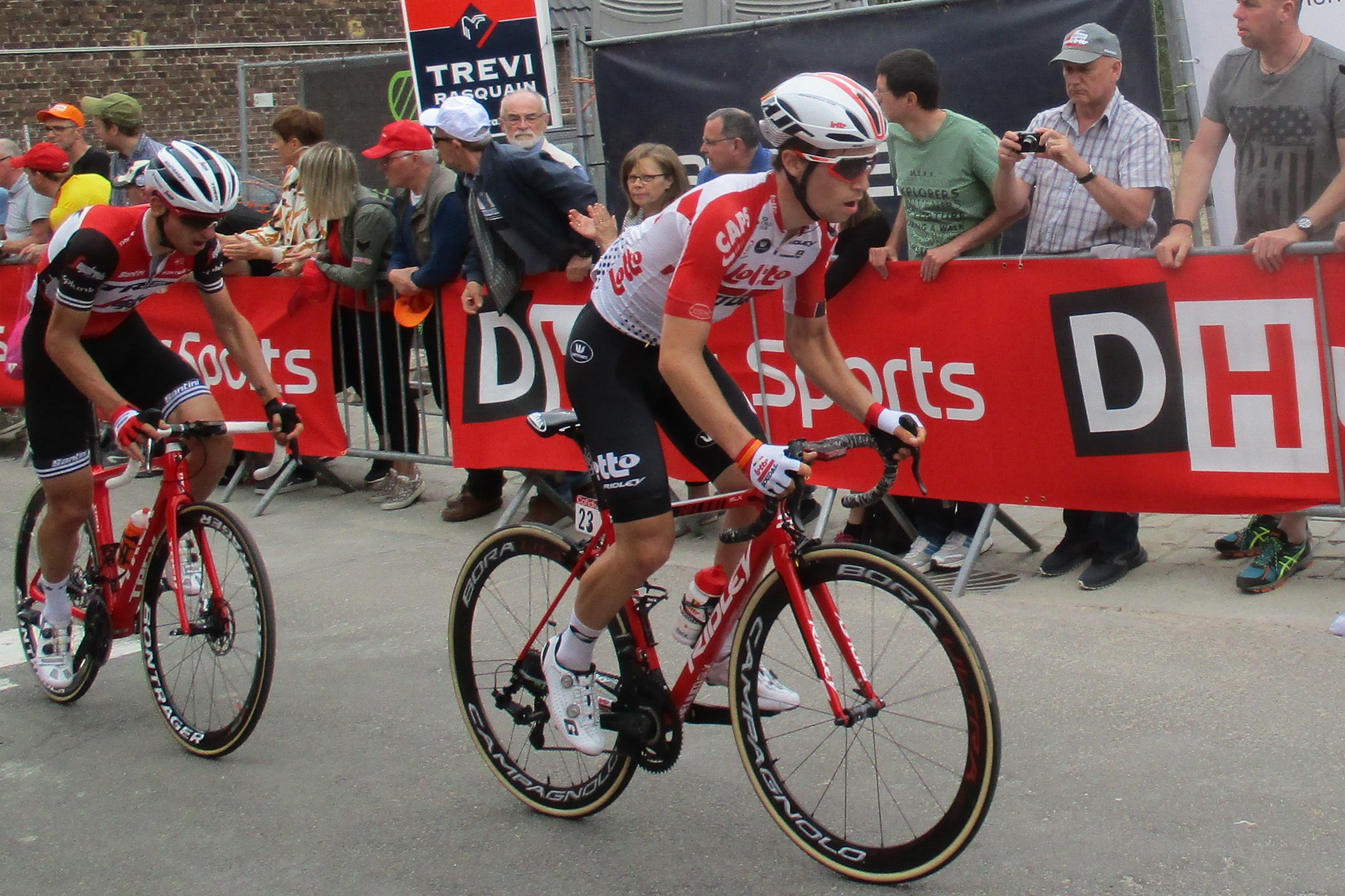
Lambrecht in actie tijdens de Waalse Pijl 2019

2019 was de doorbraak van Lambrecht voor het grote publiek. Hij reed mooie ereplaatsen in de Ronde van het Baskenland, waar hij tweede eindigde in de tweede etappe. In de Ardense klassiekers behaalde hij als 22-jarige een zesde plaats in de Amstel Gold Race en een vierde plaats in de Waalse Pijl. In juni won hij het jongerenklassement van het Critérium du Dauphiné.

## Overlijden
Tijdens de derde etappe van de Ronde van Polen kwam hij nabij Bełk zwaar ten val tegen een betonnen duiker, waarna hij door de inwendige verwondingen een hartstilstand kreeg. Hij werd ter plaatse gereanimeerd en per ambulance afgevoerd naar het ziekenhuis van Rybnik. Daar overleed hij in de avond tijdens een operatie. Het officiële rapport luidde dat Lambrecht stierf ten gevolge van een gescheurde lever.
Lambrecht werd begraven op 13 augustus 2019 op het kerkhof nabij zijn woonplaats in Knesselare. Op de uitvaart waren enkele grote namen aanwezig. Onder meer politicus Pieter De Crem, sportverslaggever Karl Vannieuwkerke, topsprinter André Greipel en een grote delegatie van Lotto Soudal woonden die bij.

## Overwinningen

### Junioren
2015
4e etappe Driedaagse van Axel
 Bergklassement Driedaagse van Axel
 Belgisch kampioenschap op de weg
 Bergklassement GP Général Patton
 Bergklassement Ronde van Opper-Oostenrijk

### Beloften
2016
1e etappe Ronde van de Isard
 Eindklassement Ronde van de Isard
 Puntenklassement Ronde van de Isard
 Bergklassement Ronde van de Isard
 Jongerenklassement Ronde van de Isard
3e etappe Vredeskoers
2017
Luik-Bastenaken-Luik
3e etappe Ronde van de Isard
2e etappe Grote Prijs Priessnitz spa
 Eindklassement Grote Prijs Priessnitz spa
 Puntenklassement Grote Prijs Priessnitz spa
 Puntenklassement Ronde van de Aostavallei

### Elite
2017
 Jongerenklassement Ronde van de Jura
2018
3e etappe Tour des Fjords
 Jongerenklassement Tour des Fjords
2019
 Jongerenklassement Critérium du Dauphiné

## Resultaten in voornaamste wedstrijden
| Jaar | Ronde van Italië | Ronde van Frankrijk | Ronde van Spanje |
| ---- | ---------------- | ------------------- | ---------------- |
| 2018 |                  |                     | opgave           |
| 2019 |                  |                     |                  |

| Jaar | Amstel Gold Race | Luik-Bast.‑Luik | Ronde van Lombardije | Waalse Pijl | Brabantse Pijl |  | Wereldranglijsten |
| ---- | ---------------- | --------------- | -------------------- | ----------- | -------------- |  | ----------------- |
| 2018 |                  | 75e             | 69e                  | 71e         |                |  | 162e (UWT)        |
| 2019 | 6e               | 27e             |                      | 4e          | 5e             |  |                   |

## Resultaten in kleinere rondes
| Jaar | Ronde van Catalonië | Ronde van het Baskenland | Critérium du Dauphiné | Ronde van Zwitserland | Ronde van Polen |
| ---- | ------------------- | ------------------------ | --------------------- | --------------------- | --------------- |
| 2018 | 28e                 | 18e                      | 27e                   | 20e                   | 18e             |
| 2019 | 44e                 | 19e                      | 12e                   |                       | uitgevallen*    |

(*) dodelijke val tijdens de derde etappe

## Ploegen
- 2018 –  Lotto Soudal
- 2019 –  Lotto Soudal

Wielerploegen van Bjorg Lambrecht
Armée · Bak · Benoot · Campenaerts     · De Buyst · De Gendt · Debusschere · Frison · Greipel · Hansen · Hofland · Keukeleire · Lambrecht · Maes · Marczyński · Mertz · Monfort · Naesen · Shaw · Sieberg · Van der Sande · Vanendert · Wallays · Wellens · Wouters
Armée · Benoot · Blythe · Campenaerts   · De Buyst · De Gendt · Dewulf · Ewan · Frison · Hagen · Hansen · Iversen · Keukeleire · Kluge · Lambrecht · Maes · Marczyński · Mertz · Monfort · Naesen · Thijssen · Van der Sande · van Goethem · Van Moer · Vanendert · Vanhoucke · Wallays · Wellens · Wouters